# Record sudafricani del nuoto
I record sudafricani del nuoto sono i tempi più veloci mai nuotati in una competizione, da un nuotatore rappresentante il Sudafrica.
(Dati aggiornati al 23 ottobre 2024)

## Vasca lunga (50m)

### Uomini
| Gara                     | Tempo    | +               | Atleta                                                           | Data                         | Evento                                | Luogo                            | Ref    |
| ------------------------ | -------- | --------------- | ---------------------------------------------------------------- | ---------------------------- | ------------------------------------- | -------------------------------- | ------ |
| Stile libero             |          |                 |                                                                  |                              |                                       |                                  |        |
| 50 m                     | 21"67    | sf              | Roland Schoeman                                                  | 16 agosto 2008 2 agosto 2013 | Giochi olimpici Campionati mondiali   | Pechino, Cina Barcellona, Spagna | [ 1 ]  |
| 100 m                    | 47"79    | b               | Lyndon Ferns                                                     | 29 luglio 2009               | Campionati mondiali                   | Roma, Italia                     | [ 2 ]  |
| 200 m                    | 1'45"20  | Record africano | Chad le Clos                                                     | 8 agosto 2016                | Giochi olimpici                       | Rio de Janeiro, Brasile          | [ 3 ]  |
| 400 m                    | 3'45"92  | b               | Myles Brown                                                      | 6 agosto 2016                | Giochi olimpici                       | Rio de Janeiro, Brasile          | [ 4 ]  |
| 800 m                    | 7'53"97  |                 | Myles Brown                                                      | 13 aprile 2015               | Campionati sudafricani                | Durban, Sudafrica                |        |
| 1500 m                   | 14'57"88 |                 | Heerden Herman                                                   | 10 dicembre 2010             | Campionati delle province occidentali | Sudafrica                        | [ 5 ]  |
| Dorso                    |          |                 |                                                                  |                              |                                       |                                  |        |
| 50 m                     | 24"34    | Record africano | Gerhardus Zandberg                                               | 2 agosto 2009                | Campionati mondiali                   | Roma, Italia                     | [ 6 ]  |
| 100 m                    | 52"58    | Record africano | Pieter Coetzé                                                    | 29 luglio 2024               | Giochi olimpici                       | Parigi, Francia                  |        |
| 200 m                    | 1'55"60  | Record africano | Pieter Coetzé                                                    | 1 agosto 2024                | Giochi olimpici                       | Parigi, Francia                  |        |
| Rana                     |          |                 |                                                                  |                              |                                       |                                  |        |
| 50 m                     | 26"54    | b               | Cameron van der Burgh                                            | 25 luglio 2017               | Campionati mondiali                   | Budapest, Ungheria               | [ 7 ]  |
| 100 m                    | 58"46    | Record africano | Cameron van der Burgh                                            | 29 luglio 2012               | Giochi olimpici                       | Londra, Regno Unito              | [ 8 ]  |
| 200 m                    | 2'09"61  | sf              | Neil Versfeld                                                    | 30 luglio 2009               | Campionati mondiali                   | Roma, Italia                     | [ 9 ]  |
| Farfalla                 |          |                 |                                                                  |                              |                                       |                                  |        |
| 50 m                     | 22"90    | b               | Roland Schoeman                                                  | 26 luglio 2009               | Campionati mondiali                   | Roma, Italia                     | [ 10 ] |
| 100 m                    | 50"56    | Record africano | Chad le Clos                                                     | 8 agosto 2015                | Campionati mondiali                   | Kazan', Russia                   | [ 11 ] |
| 200 m                    | 1'52"96  | Record africano | Chad le Clos                                                     | 31 luglio 2012               | Giochi olimpici                       | Londra, Regno Unito              | [ 12 ] |
| Misti                    |          |                 |                                                                  |                              |                                       |                                  |        |
| 200 m                    | 1'57"03  | Record africano | Darian Townsend                                                  | 25 aprile 2009               | Campionati francesi                   | Montpellier, Francia             |        |
| 400 m                    | 4'11"11  |                 | Sebastien Rousseau                                               | 1º agosto 2013               | US Open                               | Irvine, Stati Uniti              | [ 13 ] |
| Staffette a stile libero |          |                 |                                                                  |                              |                                       |                                  |        |
| 4x100 m                  | 3'11"93  | Record africano | Lyndon Ferns Graeme Moore Darian Townsend Roland Schoeman        | 26 luglio 2009               | Campionati mondiali                   | Roma, Italia                     | [ 14 ] |
| 4x200 m                  | 7'08"01  | Record africano | Jean Basson Darian Townsend Jan Albert Venter Sebastien Rousseau | 31 luglio 2009               | Campionati mondiali                   | Roma, Italia                     | [ 15 ] |
| Staffetta mista          |          |                 |                                                                  |                              |                                       |                                  |        |
| 4x100 m                  | 3'31"53  | Record africano | George Du Rand Cameron van der Burgh Lyndon Ferns Graeme Moore   | 2 agosto 2009                | Campionati mondiali                   | Roma, Italia                     | [ 16 ] |

Legenda:  - Record del mondo;  - Record africano;

Record non ottenuti in finale: (b) - batteria; (sf) - semifinale; (s) - staffetta prima frazione.

### Donne
| Gara                     | Tempo    | +               | Atleta                                                                                        | Data             | Evento                        | Luogo                     | Ref    |
| ------------------------ | -------- | --------------- | --------------------------------------------------------------------------------------------- | ---------------- | ----------------------------- | ------------------------- | ------ |
| Stile libero             |          |                 |                                                                                               |                  |                               |                           |        |
| 50 m                     | 24''64   | sf              | Emma Chelius                                                                                  | 31 luglio 2021   | Giochi olimpici               | Tokyo, Giappone           |        |
| 100 m                    | 54"23    | Record africano | Erin Gallagher                                                                                | 9 aprile 2018    | Giochi del Commonwealth       | Gold Coast, Australia     |        |
| 200 m                    | 1'56"80  | Record africano | Aimee Canny                                                                                   | 12 aprile 2024   | Campionati sudafricani        | Port Elizabeth, Sudafrica | [ 17 ] |
| 400 m                    | 4'07"92  |                 | Karin Prinsloo                                                                                | 31 gennaio 2014  | Billiton Aquatic Super Series | Perth, Australia          |        |
| 800 m                    | 8'25"71  |                 | Wendy Trott                                                                                   | 14 giugno 2012   | Trofeo Sette Colli            | Roma, Italia              |        |
| 1500 m                   | 16'05"63 | b               | Wendy Trott                                                                                   | 24 luglio 2011   | Campionati mondiali           | Shanghai, Cina            | [ 18 ] |
| Dorso                    |          |                 |                                                                                               |                  |                               |                           |        |
| 50 m                     | 28"37    |                 | Tayla Jonker                                                                                  | 14 febbraio 2024 | Campionati mondiali           | Doha, Qatar               |        |
| 100 m                    | 1'00"78  |                 | Karin Prinsloo                                                                                | 14 giugno 2014   | Mare Nostrum                  | Barcellona, Spagna        | [ 19 ] |
| 200 m                    | 2'10"03  |                 | Melissa Corfe                                                                                 | 1º aprile 2008   | Campionati sudafricani        | Durban, Sudafrica         |        |
| Rana                     |          |                 |                                                                                               |                  |                               |                           |        |
| 50 m                     | 29"72    | Record africano | Lara van Niekerk                                                                              | 6 aprile 2022    | Campionati sudafricani        | Port Elizabeth, Sudafrica |        |
| 100 m                    | 1'04"82  | Record africano | Tatjana Schoenmaker                                                                           | 25 luglio 2021   | Giochi olimpici               | Tokyo, Giappone           |        |
| 200 m                    | 2'18''95 | Record mondiale | Tatjana Schoenmaker                                                                           | 30 luglio 2021   | Giochi olimpici               | Tokyo, Giappone           |        |
| Farfalla                 |          |                 |                                                                                               |                  |                               |                           |        |
| 50 m                     | 25"59    |                 | Erin Gallagher                                                                                | 8 aprile 2024    | Campionati sudafricani        | Port Elizabeth, Sudafrica |        |
| 100 m                    | 57"32    | Record africano | Erin Gallagher                                                                                | 12 aprile 2024   | Campionati sudafricani        | Port Elizabeth, Sudafrica |        |
| 200 m                    | 2'09"41  | b               | Katheryn Meaklim                                                                              | 12 agosto 2008   | Giochi olimpici               | Pechino, Cina             |        |
| Misti                    |          |                 |                                                                                               |                  |                               |                           |        |
| 200 m                    | 2'10"67  | sf              | Rebecca Meder                                                                                 | 2 agosto 2024    | Giochi olimpici               | Parigi, Francia           |        |
| 400 m                    | 4'37"11  | b               | Katheryn Meaklim                                                                              | 9 agosto 2008    | Giochi olimpici               | Pechino, Cina             |        |
| Staffette a stile libero |          |                 |                                                                                               |                  |                               |                           |        |
| 4x100 m                  | 3'40"29  | Record africano | Aimee Canny (55"27) Emma Chelius (54"94) Erin Gallagher (54"34) Rebecca Meder (55"74)         | 10 aprile 2021   | Campionati sudafricani        | Port Elizabeth, Sudafrica |        |
| 4x200 m                  | 8'01"56  | b               | Aimee Canny (1'58"41) Rebecca Meder (2'00"53) Dune Coetzee (1'59"75) Erin Gallagher (2'02"87) | 30 luglio 2021   | Giochi olimpici               | Tokyo, Giappone           |        |
| Staffetta mista          |          |                 |                                                                                               |                  |                               |                           |        |
| 4x100 m                  | 3'59"63  | Record africano | Rebecca Meder (1'01"39) Lara van Niekerk (1'05"56) Erin Gallagher (58"88) Aimee Canny (53"80) | 3 agosto 2022    | Giochi del Commonwealth       | Birmingham, Regno Unito   |        |

Legenda:  - Record del mondo;  - Record africano;

Record non ottenuti in finale: (b) - batteria; (sf) - semifinale; (s) - staffetta prima frazione.

### Mista
| Gara                     | Tempo   | +               | Atleta                                                                                    | Data           | Evento                  | Luogo                   | Ref |
| ------------------------ | ------- | --------------- | ----------------------------------------------------------------------------------------- | -------------- | ----------------------- | ----------------------- | --- |
| Staffetta a stile libero |         |                 |                                                                                           |                |                         |                         |     |
| 4x100 m                  | 3'30"16 | b               | Clayton Jimmie (50"04) Aimee Canny (54"58) Roland Schoeman (50"48) Rebecca Meder (55"06)  | 29 luglio 2023 | Campionati mondiali     | Fukuoka, Giappone       |     |
| Staffetta mista          |         |                 |                                                                                           |                |                         |                         |     |
| 4x100 m                  | 3'44"38 | Record africano | Pieter Coetze (53"42) Lara van Niekerk (1'05"41) Chad le Clos (50"94) Aimee Canny (54"61) | 2 agosto 2022  | Giochi del Commonwealth | Birmingham, Regno Unito |     |

Legenda:  - Record del mondo;  - Record africano;

Record non ottenuti in finale: (b) - batteria; (sf) - semifinale; (s) - staffetta prima frazione.

## Vasca corta (25m)

### Uomini
| Gara                     | Tempo    | +               | Atleta                                                                                              | Data              | Evento                 | Luogo                       | Ref    |
| ------------------------ | -------- | --------------- | --------------------------------------------------------------------------------------------------- | ----------------- | ---------------------- | --------------------------- | ------ |
| Stile libero             |          |                 | |                   |                        |                             |        |
| 50 m                     | 20"30    | sf              | Roland Schoeman                                                                                     | 7 agosto 2009     | Campionati sudafricani | Pietermaritzburg, Sudafrica |        |
| 100 m                    | 45"78    | Record africano | Chad le Clos                                                                                        | 6 agosto 2017     | Coppa del Mondo        | Berlino, Germania           | [ 20 ] |
| 200 m                    | 1'40"65  | Record africano | Matthew Sates                                                                                       | 3 ottobre 2021    | Coppa del Mondo        | Berlino, Germania           |        |
| 400 m                    | 3'36"30  | Record africano | Matthew Sates                                                                                       | 21 ottobre 2022   | Coppa del Mondo        | Berlino, Germania           |        |
| 800 m                    | 7'43"56  |                 | Kris Mihaylov                                                                                       | 27 settembre 2024 | Campionati sudafricani | Durban, Sudafrica           |        |
| 1500 m                   | 14'30"54 |                 | Myles Brown                                                                                         | 7 agosto 2013     | Coppa del Mondo        | Eindhoven, Paesi Bassi      | [ 21 ] |
| Dorso                    |          |                 | |                   |                        |                             |        |
| 50 m                     | 22"84    | Record africano | Pieter Coetze                                                                                       | 16 dicembre 2022  | Campionati mondiali    | Melbourne, Australia        |        |
| 100 m                    | 49"35    | Record africano | Pieter Coetzé                                                                                       | 20 ottobre 2024   | Coppa del Mondo        | Shanghai, Cina              |        |
| 200 m                    | 1'47"08  | Record africano | George Du Rand                                                                                      | 7 novembre 2009   | Coppa del Mondo        | Mosca, Russia               |        |
| Rana                     |          |                 | |                   |                        |                             |        |
| 50 m                     | 25"25    | Record africano | Cameron van der Burgh                                                                               | 14 novembre 2009  | Coppa del Mondo        | Berlino, Germania           | [ 22 ] |
| 100 m                    | 55"61    | Record africano | Cameron van der Burgh                                                                               | 15 novembre 2009  | Coppa del Mondo        | Berlino, Germania           | [ 23 ] |
| 200 m                    | 2'02"56  | b               | Neil Versfeld                                                                                       | 14 novembre 2009  | Coppa del Mondo        | Berlino, Germania           |        |
| Farfalla                 |          |                 | |                   |                        |                             |        |
| 50 m                     | 21"87    | Record africano | Roland Schoeman                                                                                     | 14 novembre 2009  | Coppa del Mondo        | Berlino, Germania           |        |
| 100 m                    | 48"08    | Record africano | Chad le Clos                                                                                        | 8 dicembre 2016   | Campionati mondiali    | Windsor, Canada             | [ 24 ] |
| 200 m                    | 1'48"27  | Record africano | Chad le Clos                                                                                        | 15 dicembre 2022  | Campionati mondiali    | Melbourne, Australia        |        |
| Misti                    |          |                 | |                   |                        |                             |        |
| 100 m                    | 51"05    | Record africano | Gerhardus Zandberg                                                                                  | 14 novembre 2009  | Coppa del Mondo        | Berlino, Germania           |        |
| 200 m                    | 1'50"15  | Record africano | Matthew Sates                                                                                       | 13 dicembre 2022  | Campionati mondiali    | Melbourne, Australia        |        |
| 400 m                    | 3'59"21  |                 | Matthew Sates                                                                                       | 17 dicembre 2022  | Campionati mondiali    | Melbourne, Australia        |        |
| Staffette a stile libero |          |                 | |                   |                        |                             |        |
| 4x50 m                   | 1'24"14  | Record africano | Bradley Tandy (21"22) Chad le Clos (20"31) Douglas Erasmus (21"29) Ryan Coetzee (21"34)             | 14 dicembre 2018  | Campionati mondiali    | Hangzhou, Cina              | [ 25 ] |
| 4x100 m                  | 3'12"87  | b               | Leith Shankland (48"05) Jimmie Clayton (47"89) Calvyn Justus (48"32) Myles Brown (48"61)            | 3 dicembre 2014   | Campionati mondiali    | Doha, Qatar                 | [ 26 ] |
| 4x200 m                  | 6'52"13  | Record africano | Myles Brown (1'43"45) Sebastien Rousseau (1'43"96) Chad le Clos (1'40"61) Leith Shankland (1'44"31) | 4 dicembre 2014   | Campionati mondiali    | Doha, Qatar                 | [ 27 ] |
| Staffette miste          |          |                 | |                   |                        |                             |        |
| 4x50 m                   | 1'34"31  | b               | Charl Crous (24"42) Cameron van der Burgh (26"20) Chad le Clos (22"12) Luke Pendock (21"56)         | 4 dicembre 2014   | Campionati mondiali    | Doha, Qatar                 | [ 28 ] |
| 4x100 m                  | 3'31"97  | b               | Darren Murray (52"62) Giulio Zorzi (59"36) Garth Tune (52"70) Leith Shankland (47"29)               | 16 dicembre 2012  | Campionati mondiali    | Istanbul, Turchia           | [ 29 ] |

Legenda:  - Record del mondo;  - Record africano;

Record non ottenuti in finale: (b) - batteria; (sf) - semifinale; (s) - staffetta prima frazione.

### Donne
| Gara                     | Tempo    | +               | Atleta                                                                                              | Data             | Evento                 | Luogo                       | Ref    |
| ------------------------ | -------- | --------------- | --------------------------------------------------------------------------------------------------- | ---------------- | ---------------------- | --------------------------- | ------ |
| Stile libero             |          |                 | |                  |                        |                             |        |
| 50 m                     | 24"33    | s               | Caitlin De Lange                                                                                    | 15 dicembre 2022 | Campionati mondiali    | Melbourne, Australia        |        |
| 100 m                    | 52"70    | sf              | Erin Gallagher                                                                                      | 12 dicembre 2018 | Campionati mondiali    | Hangzhou, Cina              |        |
| 200 m                    | 1'54"48  | Record africano | Aimee Canny                                                                                         | 5 dicembre 2021  | Campionati inglesi     | Sheffield, Regno Unito      |        |
| 400 m                    | 4'03"50  | Record africano | Melissa Corfe                                                                                       | 11 aprile 2008   | Campionati mondiali    | Manchester, Regno Unito     | [ 30 ] |
| 800 m                    | 8'22"05  | Record africano | Jessica Pengelly                                                                                    | 4 novembre 2011  | Coppa del Mondo        | Singapore, Singapore        |        |
| 1500 m                   | 16'11"24 | Record africano | Jessica Pengelly                                                                                    | 14 luglio 2010   | Campionati australiani | Brisbane, Australia         |        |
| Dorso                    |          |                 | |                  |                        |                             |        |
| 50 m                     | 26"89    |                 | Channelle van Wyk                                                                                   | 6 novembre 2009  | Coppa del Mondo        | Mosca, Russia               |        |
| 100 m                    | 56"56    | Record africano | Channelle van Wyk                                                                                   | 15 novembre 2009 | Coppa del Mondo        | Berlino, Germania           |        |
| 200 m                    | 2'05"01  |                 | Mandy Loots                                                                                         | 15 novembre 2009 | Coppa del Mondo        | Singapore, Singapore        |        |
| Rana                     |          |                 | |                  |                        |                             |        |
| 50 m                     | 29"09    | Record africano | Lara van Niekerk                                                                                    | 18 dicembre 2022 | Campionati mondiali    | Melbourne, Australia        |        |
| 100 m                    | 1'03"89  | Record africano | Tatjana Schoenmaker                                                                                 | 25 ottobre 2020  | Campionati sudafricani | Pietermaritzburg, Sudafrica |        |
| 200 m                    | 2'18"02  | Record africano | Tatjana Schoenmaker                                                                                 | 26 ottobre 2020  | Campionati sudafricani | Pietermaritzburg, Sudafrica |        |
| Farfalla                 |          |                 | |                  |                        |                             |        |
| 50 m                     | 25"54    |                 | Tayla Lovemore                                                                                      | 16 novembre 2018 | Coppa del Mondo        | Singapore, Singapore        |        |
| 100 m                    | 56"52    |                 | Lize-Mari Retief                                                                                    | 19 dicembre 2007 | Vladimir Salnikov Cup  | San Pietroburgo, Russia     |        |
| 200 m                    | 2'04"24  | Record africano | Amanda Loots                                                                                        | 22 novembre 2009 | Coppa del Mondo        | Singapore, Singapore        |        |
| Misti                    |          |                 | |                  |                        |                             |        |
| 100 m                    | 58"46    | Record africano | Rebecca Meder                                                                                       | 16 dicembre 2022 | Campionati mondiali    | Melbourne, Australia        |        |
| 200 m                    | 2'07"42  |                 | Rebecca Meder                                                                                       | 20 ottobre 2024  | Coppa del Mondo        | Shanghai, Cina              | [ 31 ] |
| 400 m                    | 4'22"88  | Record africano | Kathryn Meaklim                                                                                     | 21 novembre 2009 | Coppa del Mondo        | Singapore                   |        |
| Staffette a stile libero |          |                 | |                  |                        |                             |        |
| 4x50 m                   | 1'40"80  | b               | Caitlin De Lange (24"33) Rebecca Meder (25"14) Emily Visagie (26"08) Milla Drakopoulos (25"25)      | 13 dicembre 2022 | Campionati mondiali    | Melbourne, Australia        |        |
| 4x100 m                  | 3'41"57  | b               | Milla Drakopoulos (56"97) Caitlin De Lange (53"33) Emily Visagie (57"08) Rebecca Meder (54"19)      | 13 dicembre 2022 | Campionati mondiali    | Melbourne, Australia        |        |
| 4x200 m                  | 8'02"49  | b               | Karin Prinsloo (1'58"41) Michelle Weber (2'02"84) Kyna Pereira (2'00"99) Jessica Pengelly (2'00"25) | 12 dicembre 2012 | Campionati mondiali    | Istanbul, Turchia           | [ 32 ] |
| Staffette miste          |          |                 | |                  |                        |                             |        |
| 4x50 m                   | 1'52"16  | b               | Erin Gallagher (28"26) Tatjana Schoenmaker (32"06) Trudi Maree (27"04) Lehesta Kemp (24"80)         | 5 dicembre 2014  | Campionati mondiali    | Doha, Qatar                 | [ 33 ] |
| 4x100 m                  | 3'59"64  | b               | Milla Drakopoulos (1'00"30) Emily Visagie (1'07"40) Rebecca Meder (57"68) Caitlin De Lange (54"26)  | 13 dicembre 2022 | Campionati mondiali    | Melbourne, Australia        |        |

Legenda:  - Record del mondo;  - Record africano;

Record non ottenuti in finale: (b) - batteria; (sf) - semifinale; (s) - staffetta prima frazione.

### Mista
| Gara                     | Tempo   | +               | Atleta                                                                               | Data            | Evento              | Luogo       | Ref    |
| ------------------------ | ------- | --------------- | ------------------------------------------------------------------------------------ | --------------- | ------------------- | ----------- | ------ |
| Staffetta a stile libero |         |                 |                                                                                      |                 |                     |             |        |
| 4x50 m                   | 1'33"19 | Record africano | Luke Pendock (22"01) Jimmie Clayton (21"30) Lehesta Kemp (24"90) Trudi Maree (24"98) | 6 dicembre 2014 | Campionati mondiali | Doha, Qatar | [ 34 ] |
| Staffetta mista          |         |                 |                                                                                      |                 |                     |             |        |
| 4x50 m                   | 1'42"53 | b               | Ricky Ellis (24"24) Giulio Zorzi (26"45) Trudi Maree (27"18) Lehesta Kemp (24"66)    | 4 dicembre 2014 | Campionati mondiali | Doha, Qatar | [ 35 ] |

Legenda:  - Record del mondo;  - Record africano;

Record non ottenuti in finale: (b) - batteria; (sf) - semifinale; (s) - staffetta prima frazione.